# Kotarō Fūma
Kotarō Fūma (jap. 風魔 小太郎 Fūma Kotarō; ur. ?, zm. 1603) – ninja w służbie rodu Hōjō. Przywódca klanu Fūma. W podaniach miał siedem shaku i dwa sun wzrostu (ok. 218 cm).
Klan Fūma był grupą ninja, mającą swoją siedzibę w Sagami no kuni (相模の国), Ashigara-gun (足柄郡). Za czasów Sōuna Hōjō odgrywał znaczącą rolę w gromadzeniu informacji i działaniach dywersyjnych na terenie wroga. Początkowo nazwisko Fūma było zapisywane 風間, ale z czasem zostało przemianowane na identycznie brzmiące 風魔 (間 – „przestrzeń” zmieniono na 魔 – „demon”). Grupa była na usługach rodziny Hōjō przez ok. 100 lat. Najbardziej znanym przywódcą klanu był piąty z kolei, Kotarō Fūma, który świadczył usługi dla Ujimasy Hōjō i Ujinao Hōjō. Uznanym przez historię wkładem klanu był nocny atak na wojska pod dowództwem Katsuyoriego Takedy, kiedy to interwencja shinobi przyniosła wyśmienite rezultaty. Zamachu dokonał członek klanu Fūma, zwany Isuke Ninokuruwa (二曲輪猪助 Ninokuruwa Isuke). Po upadku rodziny Hōjō klan Fūma został zdegradowany do miana pospolitych rabusiów i złodziei. W 1603 roku, dzięki informacjom zdradzonym przez Jinnaia Kōsakę (高坂甚内 Kōsaka Jinnai), shinobi w służbie rodziny Takeda, członkowie klanu Fūma zostali aresztowani, a następnie zlikwidowani.

## Kotarō Fūma współcześnie
- w grze World Heroes jako grywalna postać
- w grze Onimusha 2 jako grywalna postać
- w grze Samurai Warriors 2 jako grywalna postać
- w serii gier Devil Kings jako grywalna postać
- w serii gier Warriors Orochi.
- w grze wydanej na platformę PSP, zatytułowanej Twelve ~Sengoku Houshinden (jap. Twelve～戦国封神伝～)
- w powieści Kagemusha Tokugawa Ieyasu (jap. 影武者徳川家康)
- w mandze Yaiba – legendarny samuraj
- w mandze Fūma no Kotarō (jap. 風魔の小次郎)
- w mandze Nabari no Ō (jap. 隠の王)
- w anime Fūma (jap. 風魔一族) klan Naruto
- w grze Shall we date: Ninja Love
- w anime Donten ni Warau

Z postacią Kotarō Fūma można się zetknąć w wielu produkcjach japońskich.